# U. L. 워싱턴

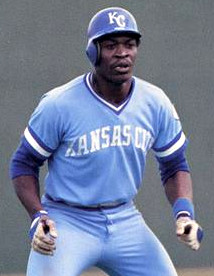
1980년 모습

U. L. 워싱턴(U. L. Washington, 1953년 10월 27일 ~ 2024년 3월 3일)은 미국의 프로 야구 선수이자 코치였다. 1977년부터 1987년까지 캔자스시티 로열스, 몬트리올 엑스포스, 피츠버그 파이리츠에서 메이저 리그 베이스볼(MLB)에서 뛰었다. 워싱턴은 선수 생활 동안 주로 유격수로 활약했으며, 필드와 타석에서 입가에 이쑤시개를 물고 있는 것으로 잘 알려져 있다.

## 어린 시절
워싱턴은 오클라호마주 스트링타운에서 오라 리(Ora Lee)와 조지 워싱턴 2세(George Washington Jr.) 사이에서 태어난 11명의 자녀 중 하나로 태어났다. U와 L은 워싱턴의 법적 이름이며 다른 이름의 머리글자가 아니다.
워싱턴은 스트링타운 고등학교(Stringtown High School)에 다녔으며 1971년에 졸업했다. 인근 머레이 주립 대학(Murray State College)에 다녔고 머레이 주립 애기스(Murray State Aggies)에서 1년 동안 대학 야구를 했다.